# Suchowola Białostocka
Suchowola Białostocka – sołectwo i niestandaryzowana część miasta Suchowoli w Polsce, w województwie podlaskim, w powiecie sokólskim. 
Obejmuje centralną i południową część miasta, wzdłuż głównej ulicy Białostockiej. Po II wojnie światowej Suchowola Białostocka stanowiła odrębną gromadę w gminie Suchowola w powiecie sokólskim w województwie białostockim.
Obecnie Suchowola Białostocka stanowi jedno z dwóch sołectw w mieście Suchowola. Sołtysem (rok 2023) jest Adam Kiszło.